# Шестеро
«Шестеро» — повесть русского советского писателя Виля Липатова, опубликована в 1958 году.

## История
Повесть была впервые опубликована в 1958 году в журнале «Молодая гвардия» (№ 3). Первое издание повести появилось в том же году в одноимённой книге, вышедшей в Читинском областном книжном издательстве («Шестеро», Чита, Восточно-Сибирское книжное издательство, 1958).
«Шестеро» Липатова является одной из его ранних повестей. В ней рассказывается о героической борьбе трактористов с сибирской стихией.

## Сюжет

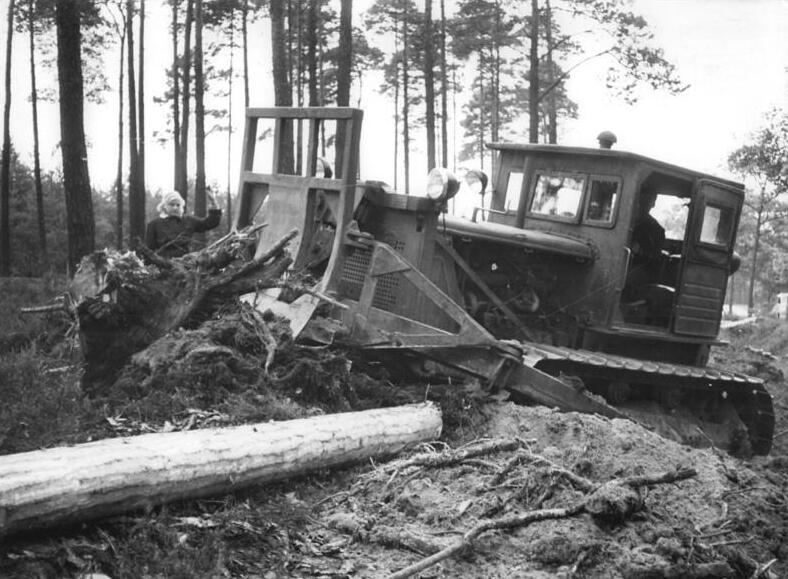
Трактор С-80 на лесозаготовках (1955).

В сибирском лесозаготовительном комбинате выбирают шестерых лучших трактористов для того, чтобы перегнать три трактора С-80 за 250 км по междуречью Чулыма и Кетьи в дальний Зареченский леспромхоз, где рабочим не хватает техники. Старшим поставили тракториста Свирина, знающего здешние места, чтобы провести колонну по замерзшим речкам и болотам. Он разбил трактористов попарно для посменной работы и колонна двинулась на север. Колонна добирается до Сосновки, где уставшие трактористы остановливаются на отдых в доме охотника. После этого начался самый сложный участок по тайге без всяких дорог. При переправе через Улу-Гай последний трактор провалился в ледяную воду, а один из трактористов при этом повредил руку. С трудом удаётся вытянуть утонувший трактор и даже вновь его завести. Вскоре, однако, начинается буран, передовой трактор упирается в непреодолимые сугробы. Растерявшиеся трактористы уговаривают Свирина остановиться и переждать буран, но опытный Свирин убеждает, что останавливаться нельзя. Трактористы начинают раскапывать путь, двигаясь короткими переходами, не все выдерживают тяжёлую нагрузку. Постепенно буран утихает, появляется охотник из деревни с помощью, а вскоре и поисковый самолёт, посланный на поиск потерявшейся колонны…

## Персонажи
Трактористы:
- Фёдор Свирин — старший в колонне, невысокий мужчина с оспинами
- Рахим Калимбеков — низкий широкоплечий татарин
- Боря Гулин — узколицый
- Гришко и Семён Захаренко — братья с Украины
- Саша Замятин — белоголовый паренёк-комсомолец

Прочие персонажи:
- Зинаида — жительница Сосновки
- Илья Сопыряев — муж Зинаиды, охотник